# Kelland O'Brien
Kelland O'Brien (Melbourne, 22 de maig de 1998) és un ciclista australià, que s'ha especialitzat en el ciclisme en pista. Actualment corre a l'equip Team Jayco AlUla. El 2017 es proclamà Campió del món en Persecució per equips.

## Palmarès en pista
- 2015
  -  Campió del món júnior en Madison (amb Rohan Wight)
  -  Campió del món júnior en Persecució per equips (amb Rohan Wight, Alex Rendell i James Robinson)
- 2016
  -  Campió d'Oceania en Madison (amb Callum Scotson)
  -  Campió d'Oceania en Persecució per equips (amb Alexander Porter, Callum Scotson i Sam Welsford)
- 2017
  -  Campió del món en Persecució per equips (amb Cameron Meyer, Sam Welsford, Nick Yallouris, Alexander Porter i Rohan Wight)
  -  Campió d'Oceania en Persecució per equips (amb Leigh Howard, Nicholas Yallouris i Jordan Kerby)
- 2019
  -  Campió del món en Persecució per equips (amb Sam Welsford, Alexander Porter, Leigh Howard i Cameron Scott)

## Palmarès en ruta
- 2019
  - 1r al Tour of the Great South Coast
- 2020
  -  Campió d'Austràlia en critèrium

### Resultats a la Volta a Espanya
- 2022. Abandona (14a etapa)